# Тімченко Геннадій Анатолійович
Геннадій Анатолійович Тімченко (нар. 24 жовтня 1973, смт Новомиколаївка, тепер Запорізького району Запорізької області) — український громадсько-політичний діяч, 1-й заступник голови Запорізької обласної державної адміністрації з 14 грудня 2021 по 30 червня 2023. В.о. голови Запорізької обласної державної адміністрації з 24 січня по 7 лютого 2023.

## Життєпис
У 1995 році закінчив Дніпропетровський державний аграрний університет, «Облік і аудит», економіст по бухгалтерському обліку і фінансах.
У серпні 1995 — березні 1996 року — бухгалтер Запорізького кінного заводу Новомиколаївського району Запорізької області.
У березні 1996 — липні 1997 року — контролер-ревізор, у липні 1997 — листопаді 1998 року — старший контролер-ревізор контрольно-ревізійного відділу в Новомиколаївському районі Контрольно-ревізійного управління в Запорізькій області.
У листопаді 1998 — жовтні 2001 року — начальник контрольно-ревізійного відділу в Новомиколаївському районі Контрольно-ревізійного управління в Запорізькій області.
У жовтні 2001 — вересні 2003 року — заступник начальника Контрольно-ревізійного управління в Запорізькій області.
У вересні 2003 року — виконувач обов'язків заступника директора, з вересня 2003 по жовтень 2005 року — заступник директора з економічних питань державного підприємства «Запорізький облавтодор» відкритого акціонерного товариства «ДАК «Автомобільні дороги України».
З жовтня 2005 по лютий 2006 року — виконувач обов'язків директора, з лютого по жовтень 2006 року — директор державного підприємства «Запорізький облавтодор» відкритого акціонерного товариства «ДАК «Автомобільні дороги України».
У 2006 році закінчив Харківський національний автомобільно-дорожній університет, «Будівництво», бакалавр з будівництва.
З жовтня по грудень 2006 року перебував на обліку в Південному міжрайонному центрі зайнятості міста Запоріжжя.
У грудні 2006 — жовтні 2009 року — директор товариства з обмеженою відповідальністю «Авто Граніт» міста Вільнянська Запорізької області.
У листопаді 2009 — травні 2010 року — механік автоколони товариства з обмеженою відповідальністю «Авто Граніт», міста Вільнянська Запорізької області.
З червня по серпень 2010 року — інженер виробничо–технічного відділу приватного підприємства «Докар» міста Дніпропетровська.
У серпні 2010 — травні 2014 року — перший заступник начальника Служби автомобільних доріг у Запорізькій області.
У травні 2014 — червні 2017 року — начальник Служби автомобільних доріг у Запорізькій області.
У грудні 2017 — березні 2018 року — провідний інспектор відділу якості та технічного контролю управління дорожнього комплексу Департаменту капітального будівництва Запорізької обласної державної адміністрації.
У березні — грудні 2018 року — заступника директора департаменту — начальника управління дорожнього комплексу Департаменту капітального будівництва Запорізької обласної державної адміністрації.
У грудні 2018 — грудні 2021 року — директор державного підприємства «Місцеві дороги Запорізької області».
З 14 грудня 2021 року по 30 червня 2023 — 1-й заступник голови Запорізької обласної державної адміністрації.
З 24 січня по 7 лютого 2023 року — в.о. голови Запорізької обласної державної адміністрації.